# Handley Page HP.100
Le Handley Page HP.100 était une proposition d'avion de reconnaissance britannique à long rayon d'action et haute altitude pour la Royal Air Force (RAF), devant être capable de survoler le territoire soviétique malgré la présence de défenses antiaériennes évoluées et avec pour objectif d'apporter des informations importantes à la force de V bombers emportant des armes nucléaires.

## Historique
L'Operational Requirement OR.330 (en français : Besoin opérationnel OR.330) spécifiait la conception d'un avion non-armé équipé d'un radar pouvant voler à une vitesse de croisière supérieure à Mach 2 et pouvant atteindre Mach 3, possédant également une distance franchissable d'environ 8 050 km. Handley Page, Shorts, Vickers et Avro proposèrent chacun un concept pour répondre à la spécification. En 1955, le contrat fut remporté par l'Avro 730, et les travaux effectués sur le HP.100 — dont une maquette du nez de l'avion construite en mai 1955 — cessèrent en octobre 1955.
Le projet de reconnaissance aérienne à haute vitesse, incluant l'Avro 730, fut finalement annulé en 1957,.

## Caractéristiques
Le concept de Handley Page possédait une aile delta et des plans canard, et devait être propulsé par douze petits turboréacteurs Rolls-Royce RB.121 installés dans deux carénages aérodynamiques placés sous le bord d'attaque des ailes,,,
- Longueur : 56,4 m[1]
- Envergure : 18,1 m[1]